# Enric Miralles

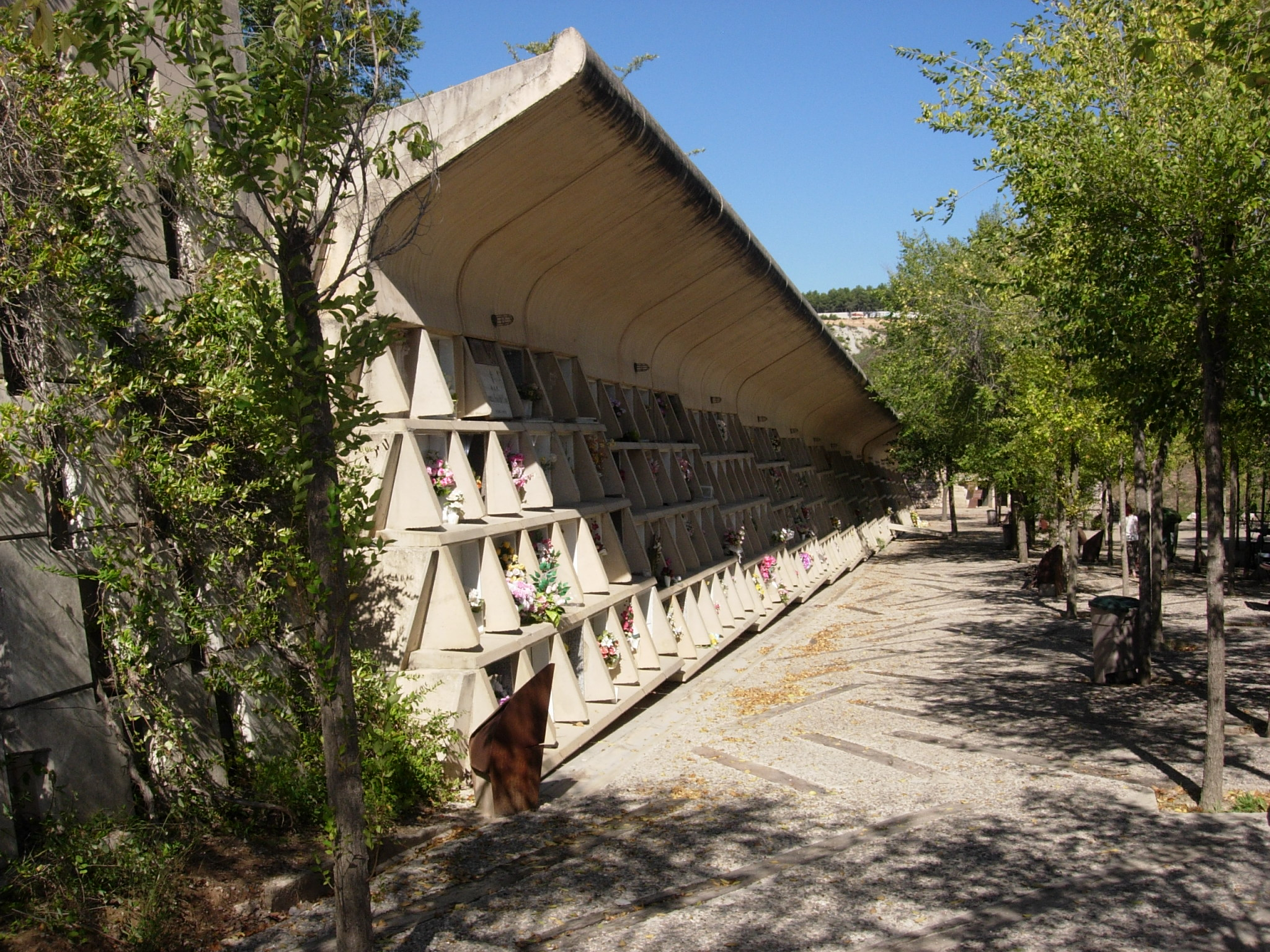
Begravningsplatsen i Igualada.

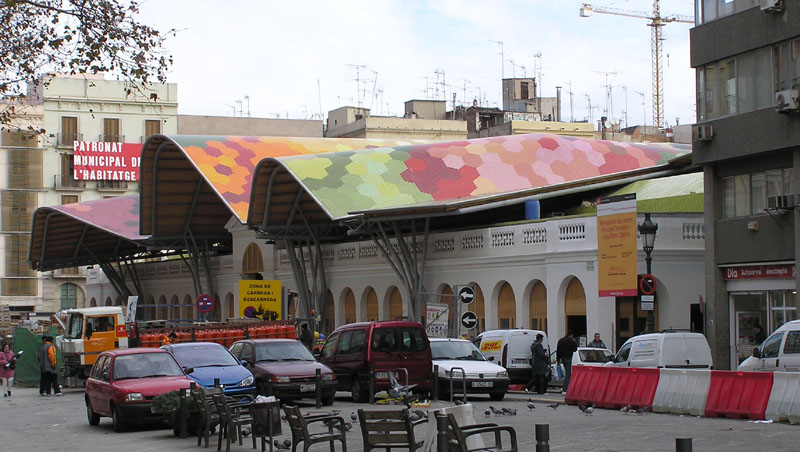
Saluhallen Santa Caterina i Barcelona

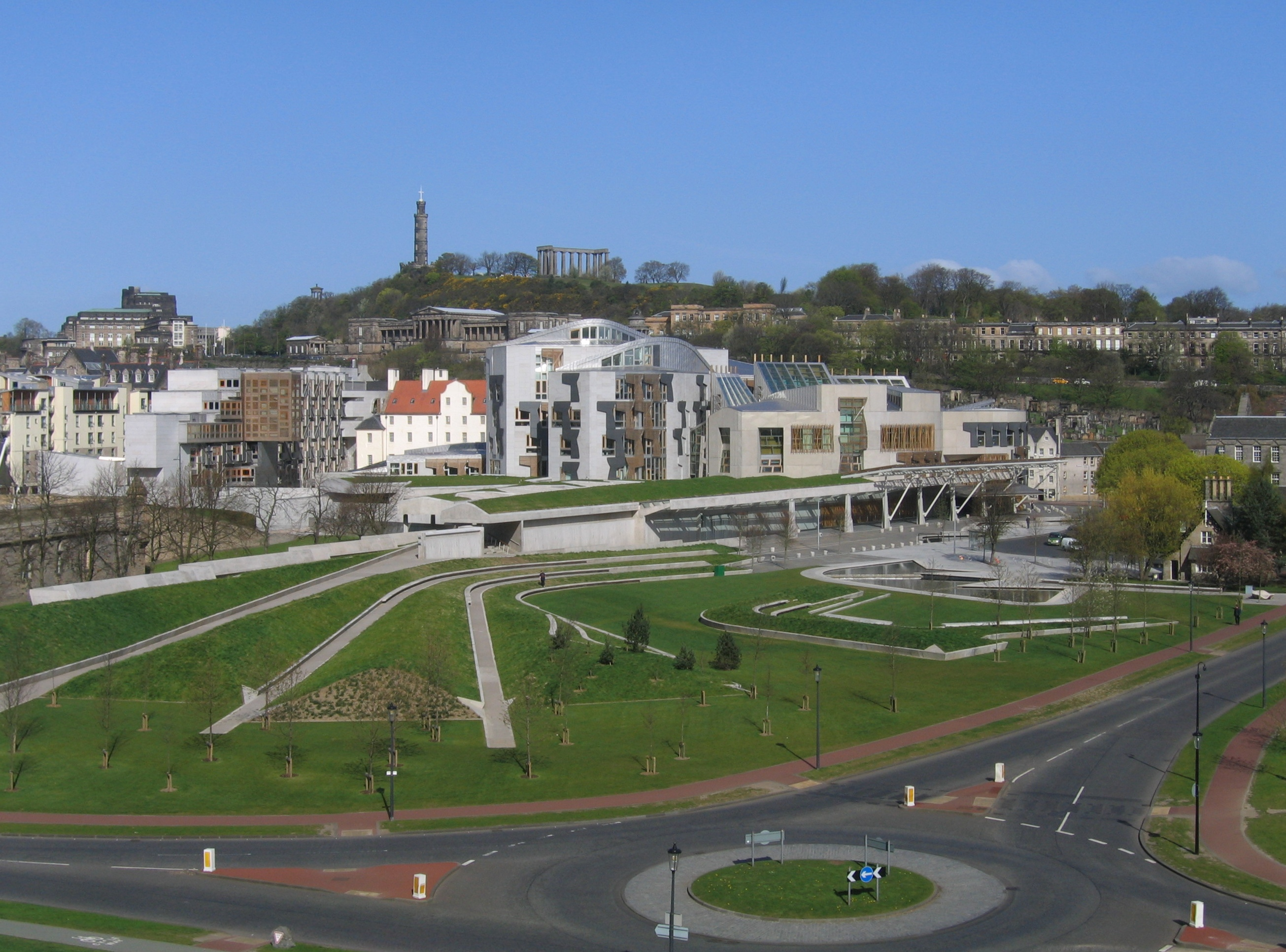
Scottish Parliament Building i Edinburgh.

Enric Miralles Moya, född 1955 i Barcelona, död 3 juli 2000 i San Feliú de Codinas, var en spansk arkitekt.
Miralles studerade vid Escuela Técnica Superior de Arquitectura de la Universidad Politécnica de Cataluña och Columbia University i New York.
Från 1973 till 1978 arbetade Miralles för Albert Viaplana och Helio Piñón. Efter att ha vunnit några arkitekttävlingar startade han egen verksamhet 1984 tillsammans med sin första fru Carme Pinós. Samarbetet varade till 1991 då de separerade.
1993 startade Miralles ett nytt kontor tillsammans med sin andra fru, den italienska arkitekten Benedetta Tagliabue under namnet "EMBT Architects". Tagliabue driver kontoret vidare efter Miralles död.  
Miralles arkitektur kan vara svår att klassificera men den har sagts vara inspirerad av så olika förebilder som exempelvis de spanska arkitekterna Alejandro de la Sota, Josep Antoni Coderch och Josep Maria Jujol, därtill Le Corbusier, Louis Kahn och Alvar Aalto. Han har skapat personliga, poetiska tolkningar av de olika platser han arbetat med och hans byggnader har ofta fått fria former med stark materialitet och skulpturala effekter. 
Enric Miralles undervisade i arkitektur vid flera olika arkitektskolor: 1985 blev han professor vid ETSAB i Barcelona, från 1990 vid Städelschule i Frankfurt am Main och från 1993 vid Harvard University. 

## Byggnader i urval
med Carme Pinós
- Nya begravningsplatsen i Igualada, Barcelona 1985-94
- Centro Cívico Hostalets de Balenyà, Barcelona 1986-92
- Bågskyttebana för Olympiska spelen 1992, Barcelona 1989-91 (Delvis rivet)
- Pabellón de Deportes Huesca, 1988-92
- Centro Nacional de Gimnasia Rítmica Alicante, 1990-91

med Benedetta Tagliabue
- Parken Diagonal Mar, Barcelona 1997-2000
- Stadshus (tillbyggnad) i Utrecht, Nederländerna 1997-2000
- Saluhallen Santa Caterina, Barcelona 1997-2001
- Scottish Parliament Building, Edinburgh 1998-2002
- Maretas Museum, Lanzarote 1999
- Torre Mare Nostrum, huvudkontor för Gas Natural, Barcelona 1999-2006

## Priser
- 2005 RIBA Stirling Prize för Scottish Parliament Building
- 2002 Nederländernas "Bouwprijs"
- 1996 "Guldlejonet" vid Vennedig-Biennalen
- 1995 National Spanish Architecture Prize